# Caunas
Caunas (em lituano: Kaunas) é a segunda maior cidade da Lituânia e antiga capital temporária do país. Situa-se na confluência dos dois maiores rios lituanos, o Nemunas e o Neris, e próxima à Laguna de Caunas, a maior do país.

## Etimologia
Antes da independência do país, a cidade era mais conhecida como Kovno, a forma tradicional de seu nome nas línguas eslavas. Seu nome em polonês é Kowno. A forma tradicional em russo é Ковно, apesar de Каунас também ser usada desde 1940. Em iídiche seu nome é Kovne (קאָװנע), enquanto em alemão é Kowno e Kauen.

## Lendas
Uma das lendas conta que Caunas foi fundada por Romanos na Antiguidade. O líder do grupo de Romanos,era Palemon, diz a lenda que ele tinha 3 filhos: Barcus, Kunas e Sperus. Por sentir medo do imperador, Neron, Palemon fugiu de Roma. Partiu com seus filhos e parentes para a Lituânia. Com a morte dele, seus 3 filhos dividiram entre eles todas as terras da Lituânia. Kunas ficou com as terras onde hoje se encontra a cidade de Caunas. Kunas construiu um castelo próximo da confluência dos rios Nemunas e Neris. E a cidade passou a ser chamada de Caunas, por causa do nome dele.

## História
No local onde hoje é o centro histórico de Caunas, na confluência dos rios Nemunas e Neris, foi estabelecido um assentamento por volta do século X a.C.. De acordo com uma lenda, a cidade propriamente dita foi fundada em 1030, porém foi mencionada pela primeria vez em textos no ano 1361. No século XIII uma muralha foi construída para protegê-la dos constantes ataques dos Cavaleiros Teutônicos. Em 1362, a cidade foi capturada pelos Cavaleiros, que destruíram o seu castelo.

Caunas é designada “Cavm” na Carta marina de 1539

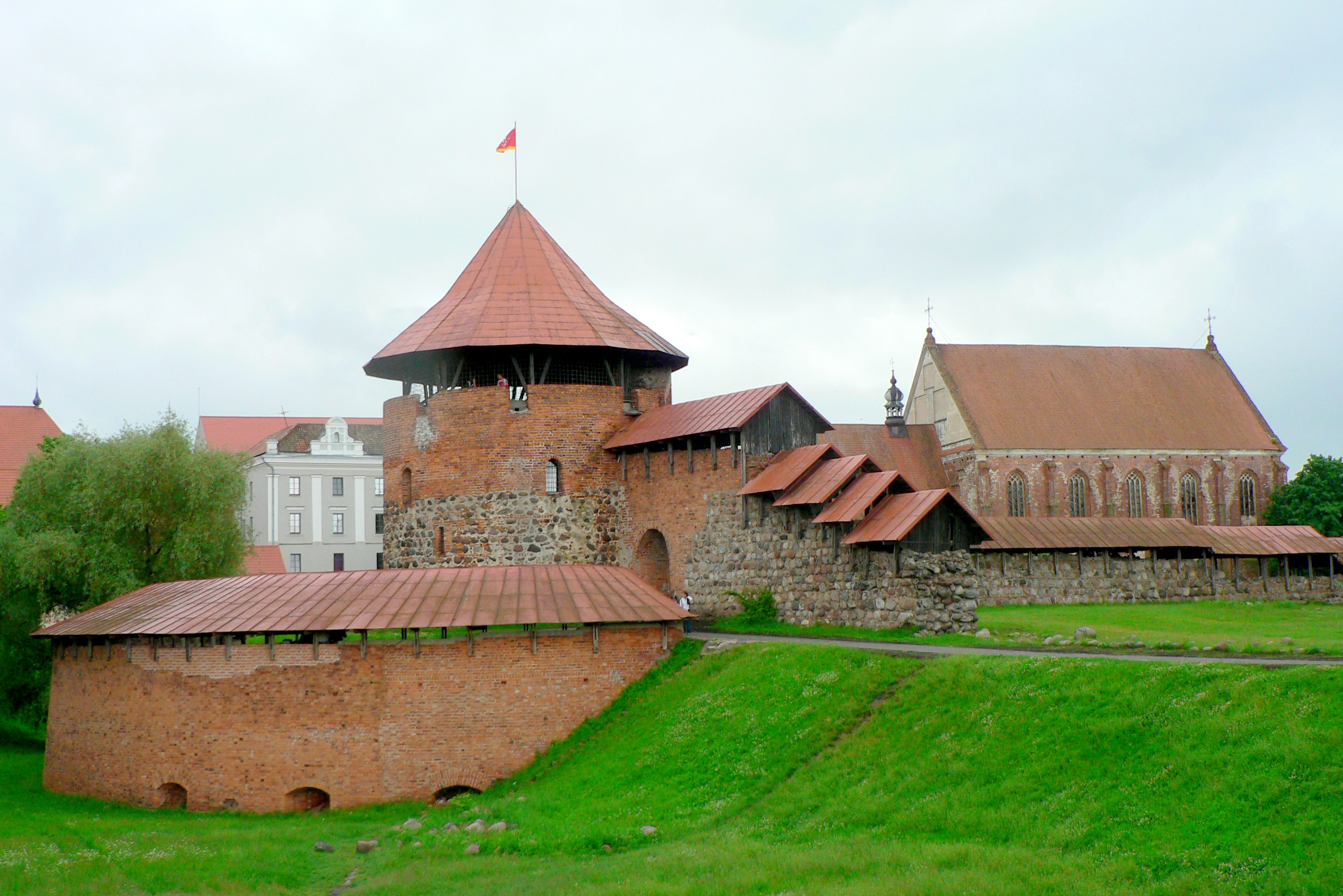
Castelo de Caunas

Em 1408 a cidade teve garantidos os direitos de Magdeburgo por Vytautas o Grande. O castelo foi reconstruído no começo do século XV. A cidade começou a ganhar destaque, uma vez que localizava-se na intersecção de rotas comerciais e era um porto fluvial. Em 1441, Caunas juntou-se à Liga Hanseática, e escritórios comerciais da Hansa foram abertos. Por volta do século XVI a cidade tinha uma escola pública, um hospital, e uma farmácia, e era uma das mais organizadas cidades do Grão-Ducado da Lituânia.

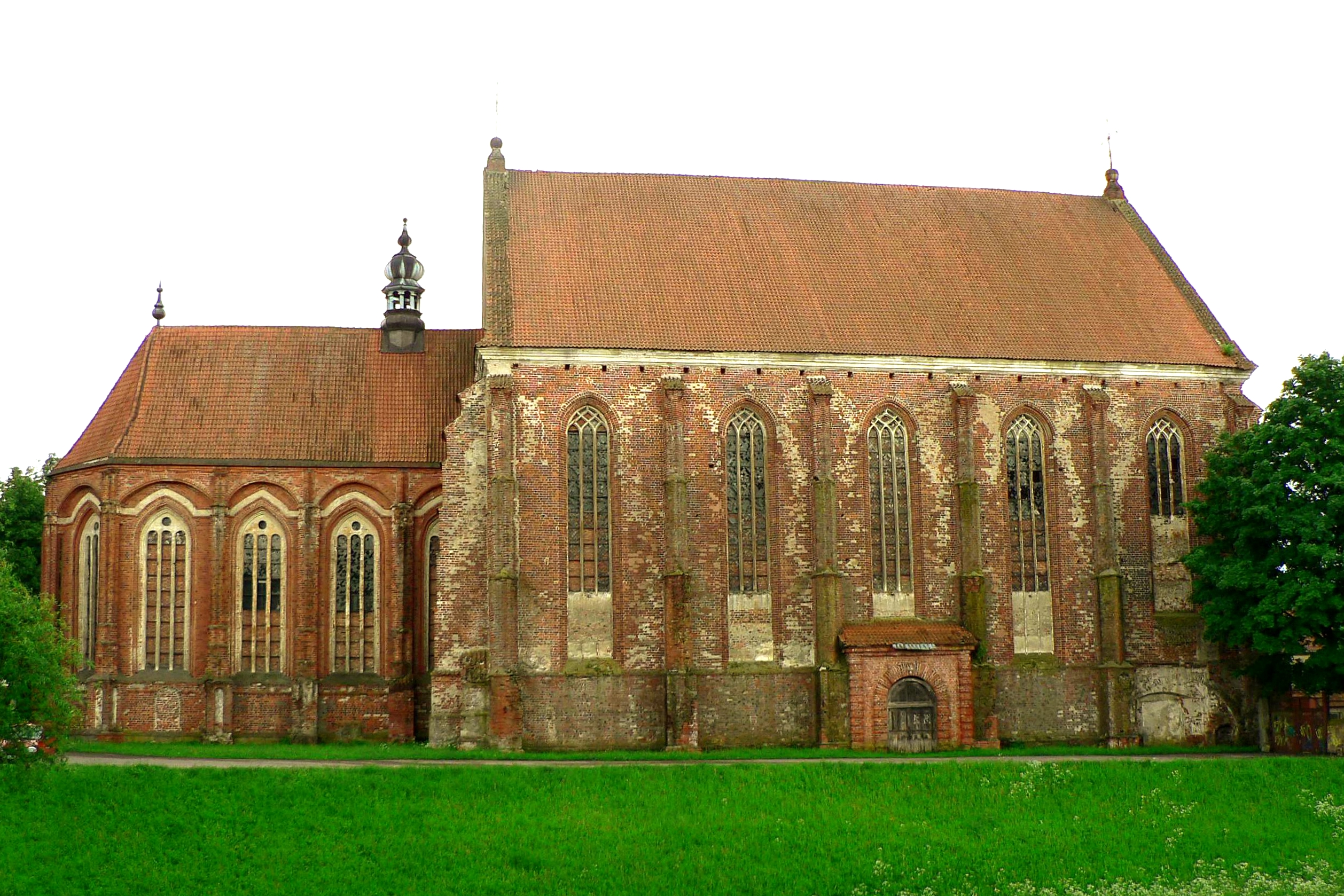
Igreja de São Jorge (1487).

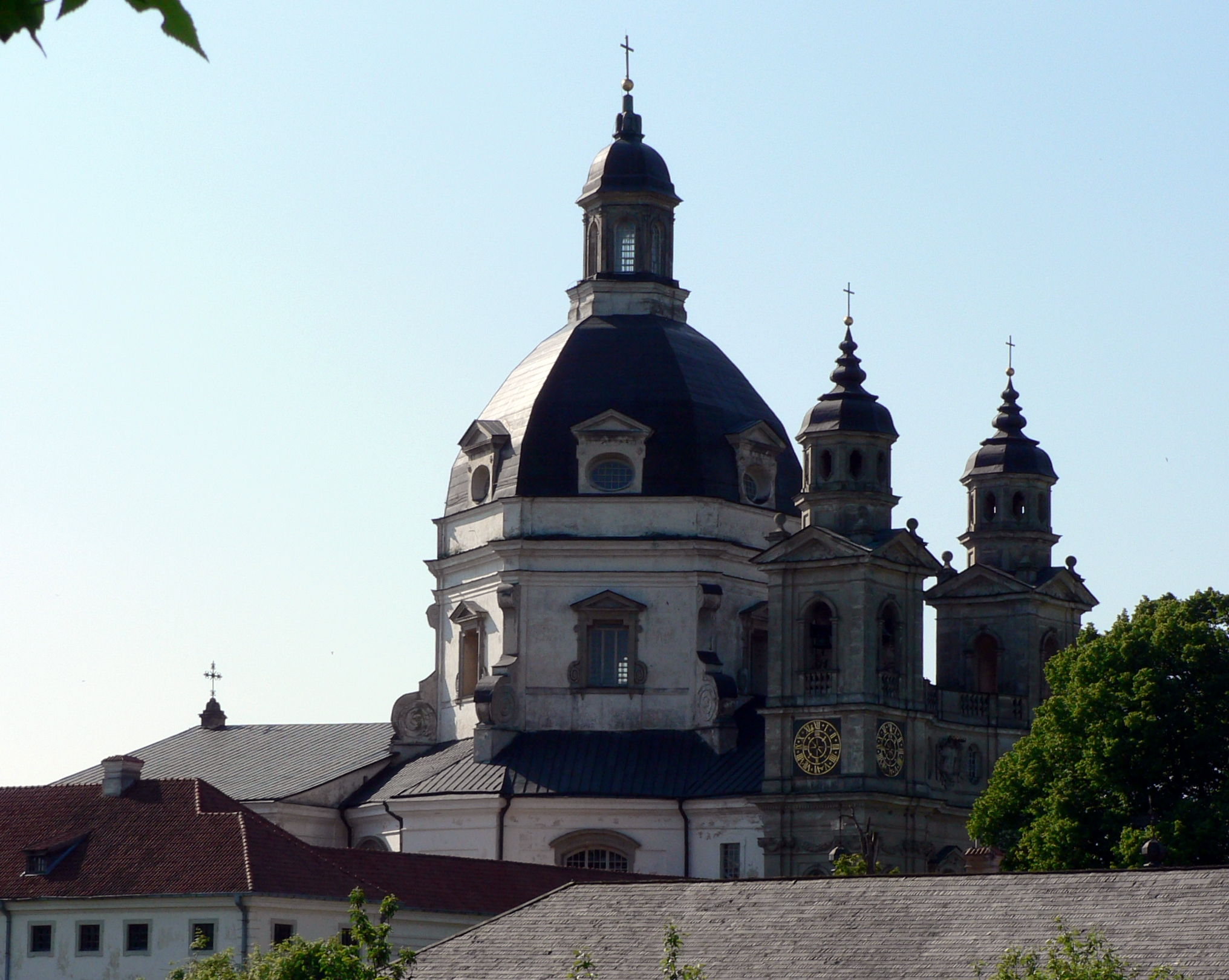
Igreja e monastério de Pažaislis

Os séculos XVII e XVIII foram ruins para a cidade. Em 1665, o exército russo atacou-a diversas vezes, e em 1701 Caunas foi ocupada pelos suecos. A peste negra atingiu a cidade em 1657 e 1708, e incêndios destruíram partes da cidade em 1731 e 1732. Depois da última partilha da Polônia em 1795, a cidade foi ocupada pela Rússia. Durante a invasão napoleônica da Rússia em 1812, o Grande Exército de Napoleão Bonaparte passou duas vezes por Caunas, em ambas devastando a cidade.
 Depois da última partilha da Polônia, Caunas foi um dos centros do "Levante de Novembro" (1830-1831) e o "Levante de Janeiro" (1863-1864). Para desencorajar a população local, as autoridades russas deixaram uma grande guarnição militar na cidade. A fortificação militar russa daquela época ainda sobrevive pela cidade.

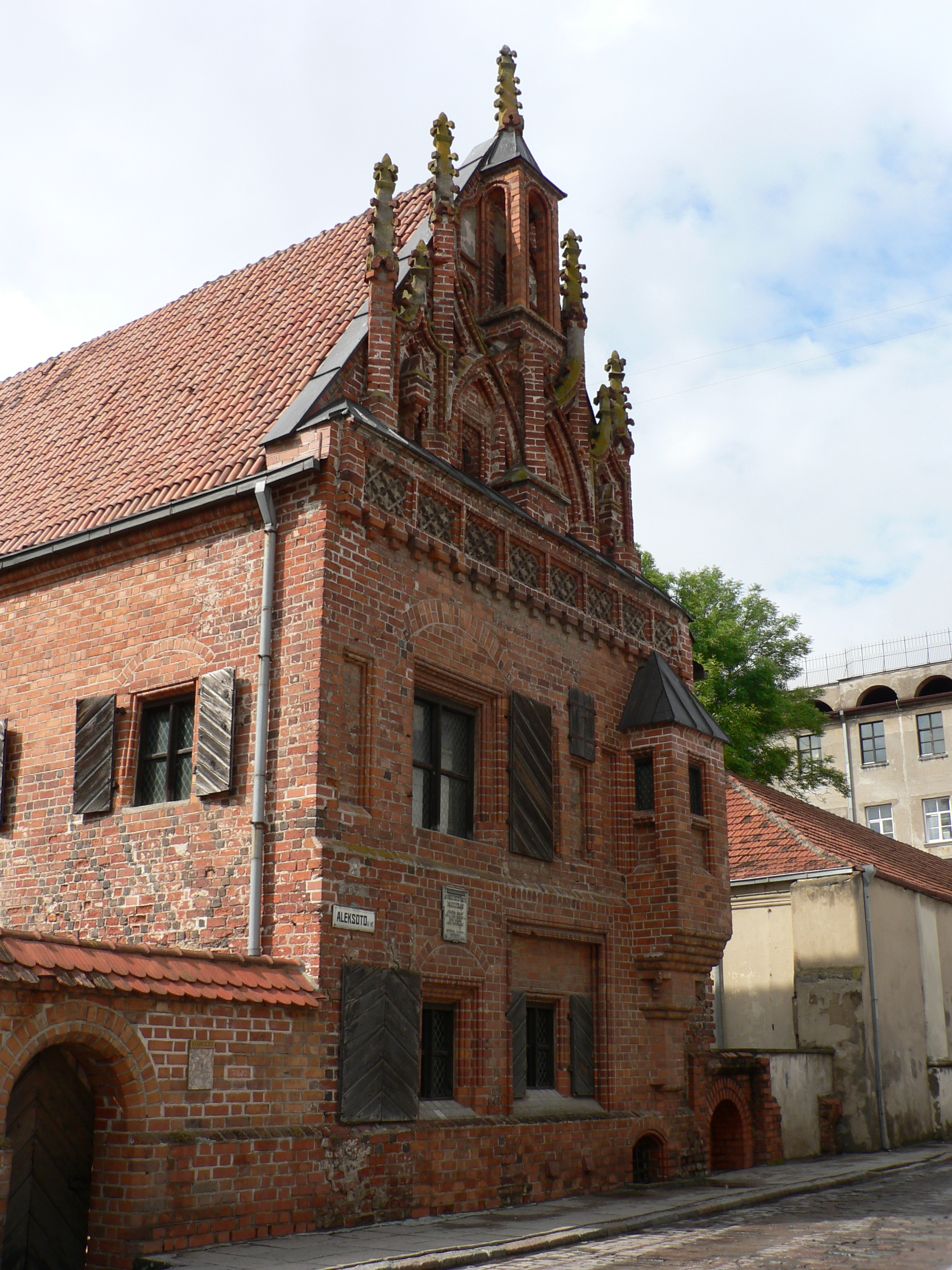
Casa de Perkūnas.

Em 1862 uma ferrovia conectando o Império Russo e a Alemanha foi construída, tornando Caunas um importante entroncamento ferroviário. Em 1898 a primeira usina elétrica começou a funcionar. Depois que Vilnius foi ocupada pelos bolcheviques russos em 1919, o governo da República da Lituânia estabeleceu-se em Caunas. Posteriormente Vilnius foi capturada pelos poloneses e se tornou parte do país, tornando-se Caunas capital interina, uma posição que manteve até 1940, após a Polônia ser partilhada entre a Alemanha Nazista e a União Soviética. Josef Stalin devolveu Vilnius à Lituânia, e o processo de mudança da capital foi iniciado. Antes que fosse concluído, porém, o país inteiro foi ocupado pelos soviéticos.
No período entre-guerras, as indústrias prosperaram em Caunas, e ela se tornou na época a maior cidade lituana. Durante a gestão do prefeito Jonas Vileišis (1921-1931) Caunas cresceu rapidamente e se tornou uma cidade moderna. Um sistema de água e esgotos, que custou mais de 15 milhões de Litas foi inaugurado; a cidade expandiu-se de 18 para 40 km²; mais de 2500 prédios foram construídos, incluindo 3 modernas pontes sobre os rios Neris e Nemunas. Todas as ruas da cidade foram pavimentadas, os transportes de tração animal foram substituídos por ônibus modernos, novos subúrbios foram planejados e construídos (especialmente na região de Žaliakalnis), e foram criados novos parques e praças. As bases de um sistema de seguro social foram estabelecidas, três novas escolas e novas bibliotecas públicas foram concluídas, incluindo a Biblioteca Vincas Kudirka. Vileišis manteve muitos contatos com várias cidades europeias, e como resultado Caunas foi uma ativa participante na vida urbana européia. 
Em 1940 ela foi anexada pela União Soviética como parte da república socialista soviética da Lituânia.
Após a Segunda Guerra Mundial Caunas tornou-se a principal cidade industrial lituana - ela produziu cerca de 1/4 da produção industrial lituana. 
Após a proclamação da independência lituana em 1991, os soviéticos tentaram neutralizar a rebelião insuflada nos transmissores de rádio e televisão em Sitkūnai, que eram uma parte crítica da mídia independente do país. Os transmissores foram defendidos por cidadãos de Caunas.